# Shotokan
Shōtōkan (松涛館), også kendt som Shotokan, er en stilart inden for karate, som blev udviklet ud fra flere forskellige kampsystemer af Gichin Funakoshi (1868–1957) og hans søn Gigo (Yoshitaka) Funakoshi (1906–1945). Gichin Funakoshi blev født i Okinawa og anses bredt for at være manden, der gjorde "karate-dō" kendt i hele Japan. Dette gjorde han gennem en række offentlige opvisninger og ved at støtte oprettelsen af karateklubber på flere universiteter, herunder Keio, Waseda, Hitotsubashi (Shōdai), Takushoku, Chūō, Gakushūin og Hosei.
Funakoshi havde mange elever, både i universitetsklubberne og i uafhængige dōjōer, som fortsatte med at undervise i karate efter hans død i 1957. Dog opstod der interne uenigheder – især omkring idéen om, at konkurrence var i modstrid med karateens kerneværdier – hvilket førte til oprettelsen af flere organisationer. Den første store splittelse skete mellem Japan Karateforbundet (ledet af Masatoshi Nakayama) og Shōtōkai (ledet af Motonobu Hironishi og Shigeru Egami), og siden er mange andre grupper opstået. I dag findes der derfor ikke én samlet "Shōtōkan-skole", selvom alle nuværende retninger bærer præg af Funakoshis indflydelse.
Som den mest udbredte stilart anses Shotokan for at være en traditionel og indflydelsesrig form for karate-dō.

## Etymologi
Shōtōkan var navnet på det første officielle dōjō, som blev opført af Gichin Funakoshi i 1936 i Mejiro og senere ødelagt under luftangrebene på Tokyo i 1945. Shōtō (松涛 Shōtō), som kan oversættes til "fyrrebølger" (beskriver lyden og bevægelsen af fyrrenåle i vinden), var det digternavn Funakoshi brugte i sine poetiske og filosofiske tekster samt i meddelelser til sine elever. Den japanske betegnelse kan (館 kan) betyder "hus" eller "hal". For at ære deres mester lavede hans elever et skilt med teksten Shōtō-kan, som de placerede over indgangen til træningssalen, hvor han underviste. Gichin Funakoshi selv valgte aldrig et specifikt navn til sin stilart – han kaldte den blot karate.

## Kendetegn
Moderne træning i Shōtōkan opdeles typisk i tre hovedområder: kihon (grundteknikker), kata (en sammensætning af kihon og bevægelse) og kumite (sparring). Bevægelsesmønstret i kihon og kata er præget af dybe, lange stillinger, som giver stabilitet, muliggør kraftfulde bevægelser og styrker benmuskulaturen. Shōtōkan opfattes som en dynamisk kampsport, da den fokuserer på at udvikle både anaerob styrke og eksplosivitet samt hurtighed. I begyndelsen lægges vægt på styrke og kraft frem for bløde, flydende bevægelser. Efterhånden som udøveren avancerer til brun og sort bælte, bliver stilen mere flydende og omfatter også greb, kast og stående ledlås, som allerede findes i grundlæggende kata. Kumite-teknikker bliver trænet fra basis til avanceret niveau, og er nært forbundet med de teknikker, der trænes i kihon og kata.

### Filosofi
Gichin Funakoshi formulerede Karate-dōs tyve leveregler (kaldet Niju kun), som dannede grundlaget for stilen, før nogle af hans elever grundlagde Japans Karateforbund. Disse principper, der bygger på bushidō og Zen, indeholder værdier som ydmyghed, respekt, medfølelse, tålmodighed og indre samt ydre ro. Funakoshi mente, at ved at praktisere karate og efterleve disse principper ville udøveren forbedre sig som menneske.
Dōjōets leveregler opstiller fem filosofiske retningslinjer for træning: at stræbe efter karakterens fuldkommenhed, være trofast, yde sit bedste, vise respekt og undgå voldelig adfærd. Disse kaldes de Fem Maksimer inden for karate. Levereglerne hænger som regel på væggen i dojoen, og i mange Shōtōkan-klubber bliver de reciteret i begyndelsen eller slutningen af hver træning som inspiration og rettesnor.
Funakoshi skrev også: "Det endelige mål med karate ligger ikke i sejr eller nederlag, men i deltagerens karakterudvikling."

### Almindelige begreber
Mange af de anvendte begreber i karate stammer fra japansk kultur. Nogle er navne (som fx Heian eller Gankaku), mens andre er unikke for kampsport (såsom kata og kumite). Visse termer – som fx zenkutsu dachi – er sjældne i hverdagssproget, mens andre – fx rei (bukke) – er almindeligt brugt. Mange skoler uden for Japan anvender stadig den japanske terminologi for at bevare arven fra Okinawa og Funakoshis filosofi.
Skoler tilknyttet Japans Karateforbund anvender ofte hele det japanske sprogbrug til hver teknik og kata i både træning, graduering og konkurrence – eksempelvis KUI (Karate Union of Ireland).

### Graduering
Gradueringssystemet i karate viser erfaring, teknisk niveau og til en vis grad anciennitet. Ligesom i andre kampsportsgrene anvender Shōtōkan et bæltesystem baseret på kyū og dan-grader, men mange skoler har tilføjet ekstra farver til bæltetrinene. Rækkefølgen varierer fra skole til skole, men generelt bliver bælterne mørkere jo tættere man kommer på shodan (1. dan). Dan-graderne markeres med sorte bælter – i nogle skoler med striber, der angiver det præcise dan-niveau. Gichin Funakoshi selv tildelte aldrig nogen en højere grad end Godan (5. dan sort bælte).

### Kihon
Kihon (grundteknik) udgør fundamentet i Shōtōkan karate. Her øves basisstillinger, blokeringer, slag, spark og bevægelsesmønstre – samt deres kombinationer. Det inkluderer også enkle kihon kata som Taikyoku Shodan, der blev udviklet af Funakoshi Yoshitaka – søn af Gichin Funakoshi – som en introduktion til kata. Han udviklede også Taikyoku Nidan og Sandan. Taikyoku Shodan indeholder gentagne bevægelser med temaet lav blokering og lige stød, udført i det klassiske H-formede mønster kaldet embusen.

### Kata
Kata beskrives som en forudbestemt serie af teknikker organiseret som et forestillet kampmønster mod usynlige modstandere. Kata består af slag, spark, blokeringer, fejninger og kast. Bevægelse i kata inkluderer at træde, dreje, vende, hoppe og falde til jorden. I Shōtōkan udføres kata med intentionen om, at hvert slag potentielt er dødeligt (ikken hisatsu), og præcision i form og timing er afgørende. Med alderen lægges der i stigende grad vægt på de sundhedsmæssige fordele ved kata, såsom kondition, smidighed og balance.
Nogle Shōtōkan-organisationer har tilføjet kata fra andre stilarter til deres pensum. Det oprindelige pensum findes i Funakoshis bog Karate-dō Kyōhan, der fungerer som hovedværk. Japan Shotokai anvender det samme sæt af kata som i denne bog, med tilføjelsen af Gigo Funakoshis bō-kata Matsukaze No Kon. Da JKA blev grundlagt, fastlagde Nakayama Masatoshi 27 kata (dog praktiseres hovedsageligt 26) som standard. Disse inkluderer blandt andet: Taikyoku Shodan, Heian shodan til godan, Bassai dai, Enpi, Jion, Kankū dai, Hangetsu, Jitte, Tekki shodan til Tekki sandan, Sōchin, Gankaku, Unsu, Nijūshiho, Chinte, Ji'in og Meikyō.

### Kumite
Kumite – sparring (bogstaveligt "hænders møde") – er anvendelsen af kihon og kata mod en levende modstander. De formelle regler for kumite blev fastlagt af Nakayama Masatoshi, som organiserede grundlæggende, mellemliggende og avancerede sparringsmetoder.
Først lærer eleverne at omsætte kata-teknikker til kamp via bunkai (analyse). Dette fører gradvist til kontrolleret sparring. Kumite undervises i trin fra begynder til avanceret, hvor man starter med simple angreb i én, tre eller fem gentagelser, og hvor modstanderen forsvarer og til sidst kontraangriber.
Når udøveren når lilla bælte, begynder træningen i ippon kumite (ét-trins sparring). Her er variationen større, og forsvareren vælger selv blokering og kontra. Øvelsen styrker evnen til hurtig reaktion og kan inkludere greb og nedtagninger.
Dernæst trænes jiyu ippon kumite (fri ét-trins sparring), som kræver bevægelse og reaktion i kamp. Tsutomu Ohshima mener, at denne form er den mest realistiske sparringsform.
Jiyu kumite (fri sparring) er det sidste trin, hvor begge partnere kan anvende enhver teknik. Slag må gerne ramme, men trænes kontrolleret. Greb og kast er tilladt, men sjældne i konkurrence, hvor fokus er på hurtige afslutninger (ippon).
Kaishu ippon kumite – en videreudviklet sparringsteknik – bruges ved højere grader. Her skal angriberen kunne blokere modstanderens kontraangreb og svare igen, hvilket kræver hurtighed og strategi.
Kumite i dojoen adskiller sig fra konkurrence. I træning er flere teknikker tilladt, inkl. slag, greb og kast. Konkurrence følger strenge regler med point og sikkerhed for øje. Træning har til formål at forberede udøveren på selvforsvar i virkelige situationer.

## Historie
Gichin Funakoshi (Tominakoshi) (1869-1957) etablerede en karateskole i år 1936 under navnet "Shotokan". 